# Latin-amerikai–Magyar Egyesület
A Latin-amerikai–Magyar Egyesület (LATIMO) egy budapesti székhelyű, latin-amerikai és magyar kulturális kapcsolatok ápolásával, nemzetközi kapcsolatok kiépítésével és gazdasági fejlesztésekkel foglalkozó nonprofit, civil szervezet. Működése során különös hangsúlyt helyez arra, hogy a dél-amerikai térség országai, illetve Magyarország egymásról egyre több és értékesebb információval rendelkezzen. Ennek egyedülálló eszköze volt a LATIMO „LatimoPORT” elnevezésű honlapja, melynek üzemeltetésével az egyesület éveken keresztül meghatározó részese volt a Latin-Amerikát bemutató magyarországi internetes tartalomszolgáltatásnak. Az informatív portál az évek során nemcsak referenciává vált, hanem híreit más honlapok is átvették.
Az egyesület vezetői és képviselői Magyarországon számos Latin-Amerikával kapcsolatos eseményen és rendezvényen vettek részt, beleértve a kormányzat által kezdeményezett programokat is. A rendszeresen érkező meghívók és felkérések annak bizonyítékát jelentik, hogy a LATIMO a latin-amerikai kérdések vonatkozásában rövid időn belül ismert és elismert szervezetté, később egyfajta referenciává vált Magyarországon. A szervezet közvetlen viszonyt létesített, épített ki a spanyol és részben a latin-amerikai kultúra megismertetéséért felelős Cervantes Intézettel, illetve több magyarországi egyetemmel is.

## Az egyesület története
2011 októberében Budapesten a Latin-Amerika és Magyarország közötti kapcsolatok fejlesztésére, viszonyának szorosabbra fűzése céljából alakították meg a Latin-Amerikai–Magyar Egyesületet (LATIMO). Célja Magyarország és a latin-amerikai országok közti kapcsolatok szorosabbra fűzésének széles körű és aktív előmozdítása. Kiemelt figyelmet fordít arra, hogy Magyarország és a latin-amerikai térség államainak polgárai egymásról jobb, több és közvetlenebb információval rendelkezzenek. Ezt a tevékenységet 2014-ig elsősorban a latin-amerikai ügyekben referenciává vált hírportálunkkal valósították meg, amely azóta a Globoport Média csoport tagjaként integrálódott egy sokkal színesebb és komplexebb hírportálba.

## Tevékenységek
A szervezet kulturális, értékmentő tevékenységét jól jellemzi, hogy a LATIMO tevékeny részt vállalt abban is, hogy Boglár Lajos magyar Dél-Amerika-kutató egyedülálló hagyatéka fennmaradjon. Az anyaggyűjtemény egy részének „örökbe fogadásával” a LATIMO is hozzájárult ahhoz, hogy a pótolhatatlan gyűjtemény a magyar Néprajzi Múzeum állományába került.
Az egyesület több, a szervezettől független latin-amerikai projekt (könyvkiadás, előadások, kiállítások) vonatkozásában fő támogatóként lépett fel. Ezenkívül egy tagja csaknem egy éven keresztül részt vett egy paraguayi civil projekt bonyolításában, majd a projekt végeztével a dél-amerikai országba visszatérve a LATIMO kiküldött helyi képviselőjeként dolgozik.
A LATIMO, illetve az egyesületben részes magánszemélyek Latin-Amerika vonatkozásában hozzájárultak ahhoz, hogy – humanitárius szempontokat figyelembe véve – egyes, a térségben segítségre szoruló magyar állampolgárok helyzetében pozitív változások következzenek be.
A LATIMO jó kapcsolatokat tart fenn több hazai felsőoktatási intézménnyel, így a Károli Gáspár Református Egyetemen alakult latin-amerikai csoporttal és az ELTE BTK portugál tanszékével. Együttműködést alakított ki a budapesti Cervantes Intézettel, továbbá rendszeresen együttműködik a latin-amerikai térségből hazánkban szolgáló diplomatákkal, külképviseletekkel, illetve a térségben szolgálatot teljesítő magyar diplomáciai képviseletek vezetőivel és tiszteletbeli konzulokkal.

### 2015
·       A 2015-es évben a Latin-Amerikai- Magyar Egyesület tovább erősítette munkakapcsolatait a latin-amerikai térség hazánkban szolgáló diplomáciai képviselőivel, több rendezvényt velük együttműködve tartott.
·       Az egyesület több latin-amerikai projekt (könyvkiadás, előadások, kiállítások) vonatkozásában fő támogatóként lépett fel.
·       Az egyesület elősegítette, hogy az ELTE egy oktatója a brazíliai Sao Paulo egyetemén térképészettörténeti kurzust tartson.
·       2015-ben fontos fejlemény volt a spanyol nagykövetséggel és a budapesti Cervantes Intézettel való kiépítése. Ennek eredményeként a spanyol nagykövetséggel együttműködve a LATIMO támogatásával került bemutatásra a budapesti Cervantes Intézetben Dobos Erzsébetnek "Megmenekültek - dokumentumok és visszaemlékezések a spanyol embermentésről Budapesten, a holokauszt idején" című könyve spanyol változatát, amely "Salvados" névvel látott napvilágot.
·       A LATIMO támogatásával megjelent a híres kubai író, Alejo Carpentier Földi királyság című regénye, amellyel aktívan szponzorálja a portugál nyelv hazai felsőoktatásának fennmaradását, fejlesztését.  A budapesti Cervantes Intézetben került sor Carpentier regényének magyar kiadásának bemutatójára. A kubai író méltán világhírű műve a GloboBook kiadó gondozásában, a LATIMO támogatásával jelent meg; fordítója, Gulyás András, a LATIMO tagja.
·       2015-ben a vágás véglegesítésével elkészült a híres magyar Latin-Amerika utazó Rosti Pál életét és munkásságát bemutató film.
·       A szervezet főtitkára pl. a Gazdasági Rádióban folytatott hosszabb háttérbeszélgetést Kubáról, illetve Venezueláról.
·       A LATIMO pénzjutalomban részesítette azon győztes műveket, amelyek a Miskolci Egyetem Amerikanisztika Kutatócsoportjának szervezésében kiírt pályázatra érkeztek. A pályázat célja volt, hogy a Miskolci Egyetem hallgatóinak figyelmét az amerikai kontinensre irányítsa, azért, hogy elmélyültebb ismereteket szerezzenek a térségről.
·       A LATIMO támogatást nyújtott az ELTE-n megrendezésre kerülő Portugál Nap-hoz, egyben felajánlotta, hogy az egyetem egy, a portugál tanszéken tanuló, rászoruló hallgatójának ösztöndíjat nyújt.

### 2016
·       Az egyesület saját állásfoglalást adott ki a Kuba ellen fenntartott amerikai embargó ügyében és üdvözölte a kolumbiai békefolyamat alakulását.
·       Kuba budapesti nagykövetének kezdeményezését elfogadva a LATIMO főtitkára – a szervezet nevében megfigyelőként - részt vett azon, a Stockholmban megrendezett európai eseményen, amely egyben a Svéd-Kubai Társaság fennállásának ötvenedik évfordulójáról is megemlékezett.
·       A budapesti Cervantes Intézettel megkezdte annak szervezését, hogy az egyesület által készített „Rosti” film a híres magyar Latin-Amerika utazó Rosti Pál életét és munkásságáról készített mű) a kulturális intézetben bemutatásra kerüljön.
·       A LATIMO saját standdal jelent meg a VI. Magyar Világtalálkozó rendezvénysorozata megrendezett Világfalu programon.
·       A LATIMO tagjai közül – különböző latin-amerikai országok vonatkozásában – többen szerzői voltak a Tropical magazin amerikai kontinens országait bemutató különszámának.
·       Az egyesület több latin-amerikai projekt (könyvkiadás, előadások, kiállítások) vonatkozásában fő támogatóként lépett fel. Így például:
o   támogatta a „Tanulmányok a Karib térségről” című tanulmánykötet megjelenését és aktívan részt vett a könyv népszerűsítésében.
o   A Szegedi Egyetemen is bemutatásra került sor Alejo Carpentier „Földi királyság” című regényének új magyar kiadása, amely a LATIMO támogatásával jelent meg és fordítója, Gulyás András, a LATIMO tagja volt.
o   Segítséget nyújtott a Ginastera100 sorozat megvalósításához, amelyen az argentin zeneszerző műveit mutatták be Magyarországon.
o   A LATIMO egyik közgyűlésén született döntés szerint a szervezet megvizsgálja azon javaslatot, hogy az egyesület képes lenne-e valamilyen „szabadegyetemi” formában előadássorozatot rendezni Latin-Amerikához köthető, változatos témákban.
o   Díjazásban részesíti azon győztes műveket, amelyek a Miskolci Egyetem Amerikanisztika Kutatócsoportjának szervezésében kiírt pályázatra érkeztek azzal, hogy az egyetem hallgatóinak figyelmét az amerikai kontinensre irányítsa, azért, hogy elmélyültebb ismereteket szerezzenek a térségről.
o   Elősegítette, hogy a Bach Szilvia színésznő, humorista, parodista, énekes, író, mexikói témákban festett képeinek bemutatására Budapesten sor kerüljön.

### 2017
·       A szervezet tovább mélyítette a viszonyt a spanyol, és részben a latin-amerikai kultúra megismertetéséért felelős Cervantes Intézettel, illetve több magyarországi egyetemmel is, és különösen a Budapesten rezideáló latin-amerikai diplomáciai képviseletekkel. Ennek keretében 2017-ben is fenntartotta munkakapcsolatait a térségből hazánkban szolgáló latin-amerikai diplomatákkal
·       A szervezet kulturális, értékmentő tevékenységét 2017-ben is jól bizonyította, hogy a Cervantes Intézetben nyilvános bemutatásra került a LATIMO egyesület alkotása Rosti Pálról, a magyar fotográfia kiemelkedő úttörőjéről. Rosti Pál világviszonylatban is az elsők között volt, aki 1856 és 1858 között mind technikailag, mind esztétikailag tökéletes tájfotókat készített Kubában, Venezuelában és Mexikóban.
·       Immár hagyomány, hogy a magyar főváros vezető magyar-spanyol kéttannyelvű középiskolája, a Károlyi Mihály Gimnázium, évi rendszerességgel megrendezi az iskola latin-amerikai napját. A nap „díszvendége” rendre más és más latin-amerikai ország, 2017-ben Chile volt. A gimnázium vezetése előadás tartására a LATIMO főtitkárát hívta meg, aki korábban Magyarország nagyköveteként négy évet töltött a dél-amerikai országban.
·       Az egyesület keretében megkezdődött a ”Latin-Amerika Tudástár” létrehozásának előkészítése. A „Tudástár” – várakozásaink szerint – a lehető legtöbb Magyarországon elérhető latin-amerikai ismeretet, forrást, vonatkozást öleli majd fel.
·       LATIMO tagjai folyóiratokba továbbra is jelentettek meg latin-amerikai vonatkozású cikkeket. Így a szervezet főtitkára a Globs magazin számára készített Kubáról átfogó, az ország gazdasági helyzetére és a magyar befektetési lehetőségekre részletesen kitérő tanulmányt, a tagok irodalmi és szakfolyóiratokban rendszeresen publikáltak Latin-Amerikával, vagy a szubkontinens releváns vonatkozásaival összefüggő írásokat.
·       2017-ben a LATIMO képviselői meghívást kaptak a KKM szervezésében megtartott III. Hungary – Latin-America Forumra, amely a leglényegesebb eseménye volt a hivatalos magyar-latin-amerikai államközi diplomáciai tevékenységnek.
·       Az egyesület csatlakozott a venezuelai kulturális minisztérium szervezésében rendezett Venezuelai Költészeti Világfesztivál programjához – ebben filológus, latin-amerikanista és műfordító tagtársunk működött közre.

## Munkatársak és támogatók

### Alapítók
Balogh Sándor

Tóth Tamás

### Tagjai
Között közéleti személyiségek, üzletemberek, volt és gyakorló diplomaták és a térség iránt érdeklődők egyaránt megtalálhatók: 

Balásdi-Szabó István

Balogh László

Balogh Sándor

Balogh Sándor (Ifj)

Bebesy László

Bethlen József

Czakó Erzsébet, dr.

Czeichner Gyuláné - Marica

Csillik Dilara

Dés Mihály

Dobos Erzsébet

Gábor László

Gulyás András, dr.

Gyenese Tamás

Hardy Dóra

Hardy Márton

Herczeg György, dr.

Kaszab Zsuzsa

Kosárka József, dr.

Lóránt Attila

Maria Bende Sipkoi

Molnár László Árpád

Mónos János

Nagy Csaba

Pólyi Csaba, dr.

Rákóczi István, dr.

Sárdi Rezső

Szerbin Éva

Tomas Sipkoi Kellerman

Tóth Gábor, dr.

Tóth Tamás

Zádor Márta, dr.